# Ефрем (сын Иосифа)
Ефре́м (ивр. אֶפְרָיִם‎, Эфраим) — библейский ветхозаветный персонаж; родоначальник колена Ефремова.

## Биография
Младший из двух сыновей Иосифа от египтянки Асенефы из Илиополя (Быт. 46:20). Его дедом по материнской линии был египетский жрец Потифер. Имя Ефрем (Эфраим) Библия объясняет тем, что при его рождении Иосиф сказал: «Бог сделал меня плодовитым в стране моего страдания» (Быт. 41:50—52). Родился в Египте до прихода сынов Израилевых из Ханаана и был усыновлён Иаковом(Быт. 48:5).
Старшие дети Ефрема погибли в междоусобном столкновении с жителями Гефа, после чего у горько оплакавшего сыновей Ефрема родился сын, получивший в память о братьях имя Берия — «сын горя». Всего 1-я книга Паралипоменон перечисляет 19 сыновей Ефрема и дочь Шееру, которая «построила Беф-Орон нижний и верхний и Уззен-Шееру».
Ефрем является родоначальником одного из колен Израилевых — колена Ефремова, которое получило в удел земли центрального Ханаана (южная Самария), включая города Силом, Сихем и Вефиль (1Пар. 7:28). При заселении Ханаана, ефремляне стали компактно жить с ханаанеями, беря с них дань (Нав. 16:10).
В эпоху Судей израильское ополчение во главе с судьей Иеффаем во время междоусобной войны истребило на берегах Иордана около 42 тыс. ефремлян (Суд. 12:6). Ефремляне впоследствии отдалились от израильтян и были ассимилированы ассирийцами.

## Дети
- убитые сыновья: Шутелах, Беред, Фахаф, Елеада, Фахаф, Завад, Шутелах, Езер, Елеад[2].
- сын Берия[3].
- дочь Шеера[5].
- сыновья Рефай, Решеф, Фелах, Фахан, Лаедан, Аммиуд, Елишама, Нон, Иисус[4].